# ルビー・リーグ
ルビー・リーグは、中四国女子硬式野球連盟が主催する女子硬式野球のリーグである。中国・四国地方の高校・大学・社会人・クラブチームが参加する。2022年4月に設立された。

## 概要
軟式・硬式の女子野球振興をしている広島東洋カープが連盟から依頼を受け、このリーグ名を宝石の「ルビー」から命名した。ルビーの石言葉のひとつは「情熱」で、このリーグが情熱を持ち、プレーする選手たちの躍動する舞台となり、女子小中学生の「目標」となるようにとの願いが込められている。

## 沿革
- 2022年
  - 3月13日 - マツダスタジアムにて設立セレモニー（北海道日本ハムファイターズ戦（オープン戦）開始前）[3][4]。
  - 4月16日 - 開幕につき練習球140ダースの贈呈される。3グループに分かれて前半30戦（6月26日まで）、9月4日からは後半戦が始まる[2]。
  - 11月4日 - 広島県三次市の三次きんさいスタジアムで決勝トーナメントが行われ、環太平洋大学Aが優勝。はつかいちサンブレイズが準優勝[1]。

### 参加チーム
- 2022年 - 15チーム（高校：8、大学：1-2、ク/社：5）
- 2023年 - 19チーム（高校：8-9、大学：2-3、ク/社：7）
- 2024年 - 19チーム（高校：8-9、大学：2-3、ク/社：7）
- 2025年 - 23チーム（高校：9、大学：3-4、ク/社：10）

## 試合方式等
2022年は、前期ではチームを3つのグループに分け総当たり戦を行う。後期では、前期の同じ順位同士が総当たりし、その各順位グループの中で1位のチームは1つ上の順位グループに加わり、再度総当たり戦を行える。決勝グループは前期の1位（3チーム）と、2位グループの最上位チームの合計4チームでトーナメント方式で競う。
2023年からは3部制として、2022年の結果をもとに各部に振り分け2回総当たり戦を行う。シーズン終了後は各部門の結果から、自動昇格・降格や入れ替え戦で昇降格を決定する。2023年の新加盟（4チーム）は3部に入る。勝ち点のルールは日本野球連盟(JABA)大会規定と同じである。
- 勝ち点：勝ち・コールド勝ち・不戦勝：+4、負け：-4、コールド負け・不戦敗：-5、同点：0。
- 不戦の得点：不戦勝のチームに1点、不戦敗のチームは0点。

## リーグ概要とチーム
- 主催：中四国女子硬式野球連盟[7]
- 後援：全日本女子野球連盟、広島県、廿日市市、三次市、松山市
- 特別後援：全日本女子野球連盟
- 協力：広島東洋カープ
- 協賛：ミズノ
- 使用球場：鳥取県、山口県、徳島県、香川県を除く、中国・四国地方の球場。

### チーム
- 2025年 - 高校：9、大学：3、クラブ：10（表は地域順。）

| 高校                 | 県   | 備考 |
| -------------------- | ---- | ---- |
| 島根県立島根中央高校 | 島根 |      |
| 岡山学芸館高校       | 岡山 |      |
| 広島県立佐伯高校     | 広島 |      |
| 山陽高校             | 広島 |      |
| 広陵高校             | 広島 |      |
| 尽誠学園高校(新)     | 香川 |      |
| 新田高校             | 愛媛 |      |
| 高知中央高校         | 高知 |      |
| 高知県立室戸高校     | 高知 |      |
| 大学                 | 県   | 備考 |
| 環太平洋大学 A/B     | 岡山 |      |
| 吉備国際大学(新)     | 岡山 |      |
| 至誠館大学           | 山口 |      |

| クラブ                         | 県   | 備考 |
| ------------------------------ | ---- | ---- |
| 島根フィルティーズ(新)         | 島根 |      |
| 倉敷ピーチジャックスレディース | 岡山 |      |
| 備前サンラッキーズ             | 岡山 |      |
| 瀬戸内ブルーシャインズ         | 岡山 |      |
| MSH医療専門学校                | 広島 |      |
| はつかいちサンブレイズ         | 広島 |      |
| 三次ブラックパールズ(新)       | 広島 |      |
| S-TIME PRINCESS(新)            | 広島 | 合同 |
| 山口ヴィーナス(新)             | 山口 | 合同 |
| マドンナ松山                   | 愛媛 |      |
| 10 Carat Express               | 高知 |      |

## 総合順位
- ○：入れ替え戦の勝者
- ●：入れ替え戦の敗者
- ：昇格、：降格

| 年   | 数 | 1位                    | 2位                    | 2位                     | ベスト4                     | ベスト4                     | ベスト4                     | ベスト4                     |
| ---- | -- | ---------------------- | ---------------------- | ----------------------- | --------------------------- | --------------------------- | --------------------------- | --------------------------- |
| 2022 | 15 | 環太平洋大学 A         | はつかいちサンブレイズ | はつかいちサンブレイズ  | 高知中央高校 岡山学芸館高校 | 高知中央高校 岡山学芸館高校 | 高知中央高校 岡山学芸館高校 | 高知中央高校 岡山学芸館高校 |
| 年   | 数 | 1部1位                 | 1・2部入替戦           | 1・2部入替戦            | 2部最下位 · (自動)          | 2・3部入替戦                | 2・3部入替戦                | 3部1位 · (自動)             |
| 年   | 数 | 1部1位                 | 1部最下位              | 2部1位                  | 2部最下位 · (自動)          | 2部下位2番                  | 3部2位                      | 3部1位 · (自動)             |
| 2023 | 19 | はつかいちサンブレイズ | MSH医療専門学校○       | 県立島根中央高校 A●     | マドンナ松山                | 山陽高校●                   | 至誠館大学○                 | 瀬戸内ブルーシャインズ      |
| 2024 | 19 | 環太平洋大学 A         | 岡山学芸館高校●        | 瀬戸内ブルーシャインズ○ | 備前サンラッキーズ          | 新田高校                    | 山陽高校                    | 10 Carat Express            |

### 歴代の1位回数
- 2022年トーナメント優勝 - 環太平洋大学 A

| チーム（23年以降）     | 1部 | 2部 | 3部 |
| ---------------------- | --- | --- | --- |
| はつかいちサンブレイズ | 1   | -   | -   |
| 環太平洋大学 A         | 1   | -   | -   |
| 県立島根中央高校 A     | -   | 1   | -   |
| 瀬戸内ブルーシャインズ | -   | 1   | 1   |
| 10 Carat Express       | -   | -   | 1   |